# Tungose
 Mise en garde médicale

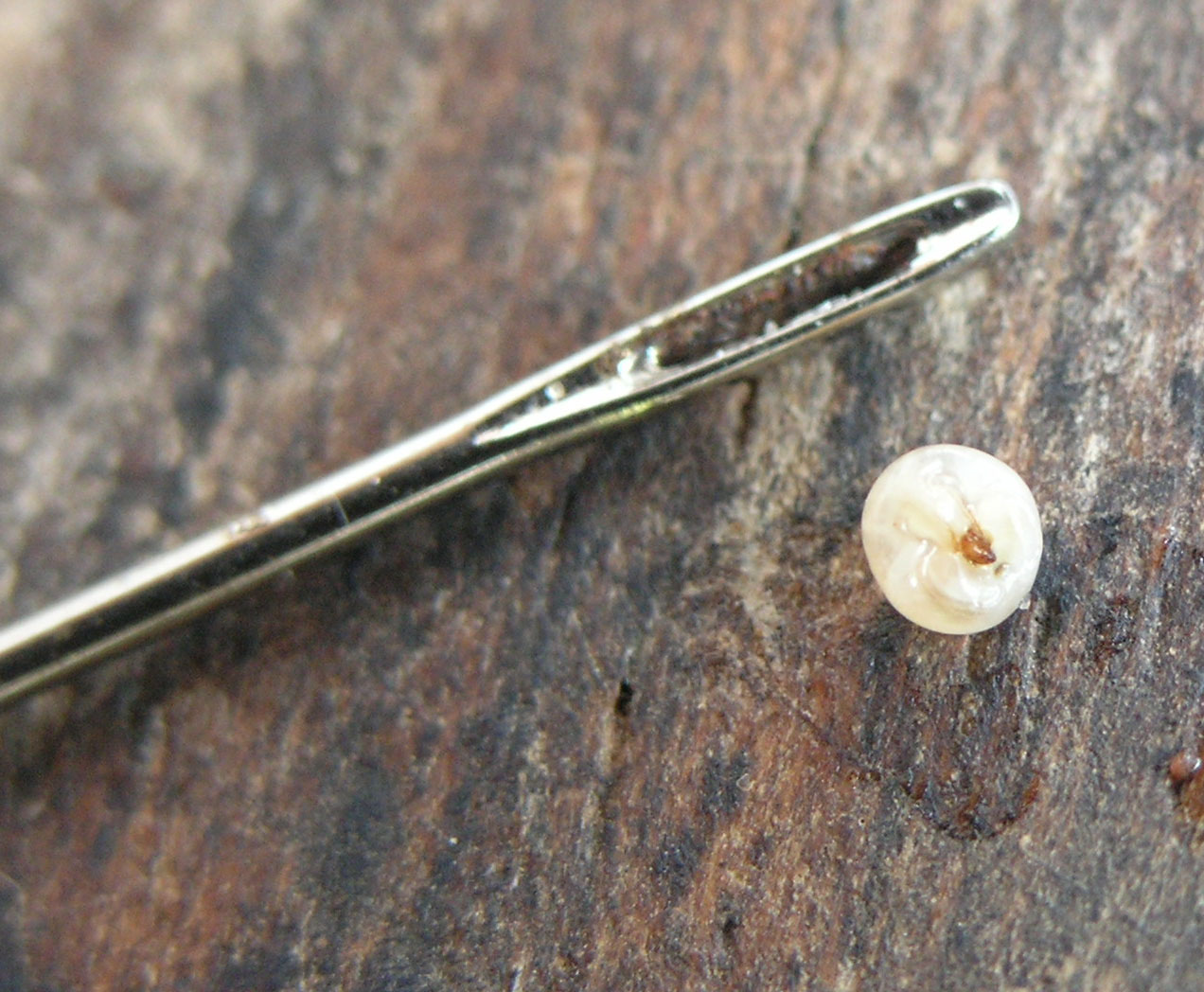
La tungose ou sarcopsyllose est une affection cutanée due à une petite puce. Ici un spécimen de Tunga penetrans après extraction à la pince.

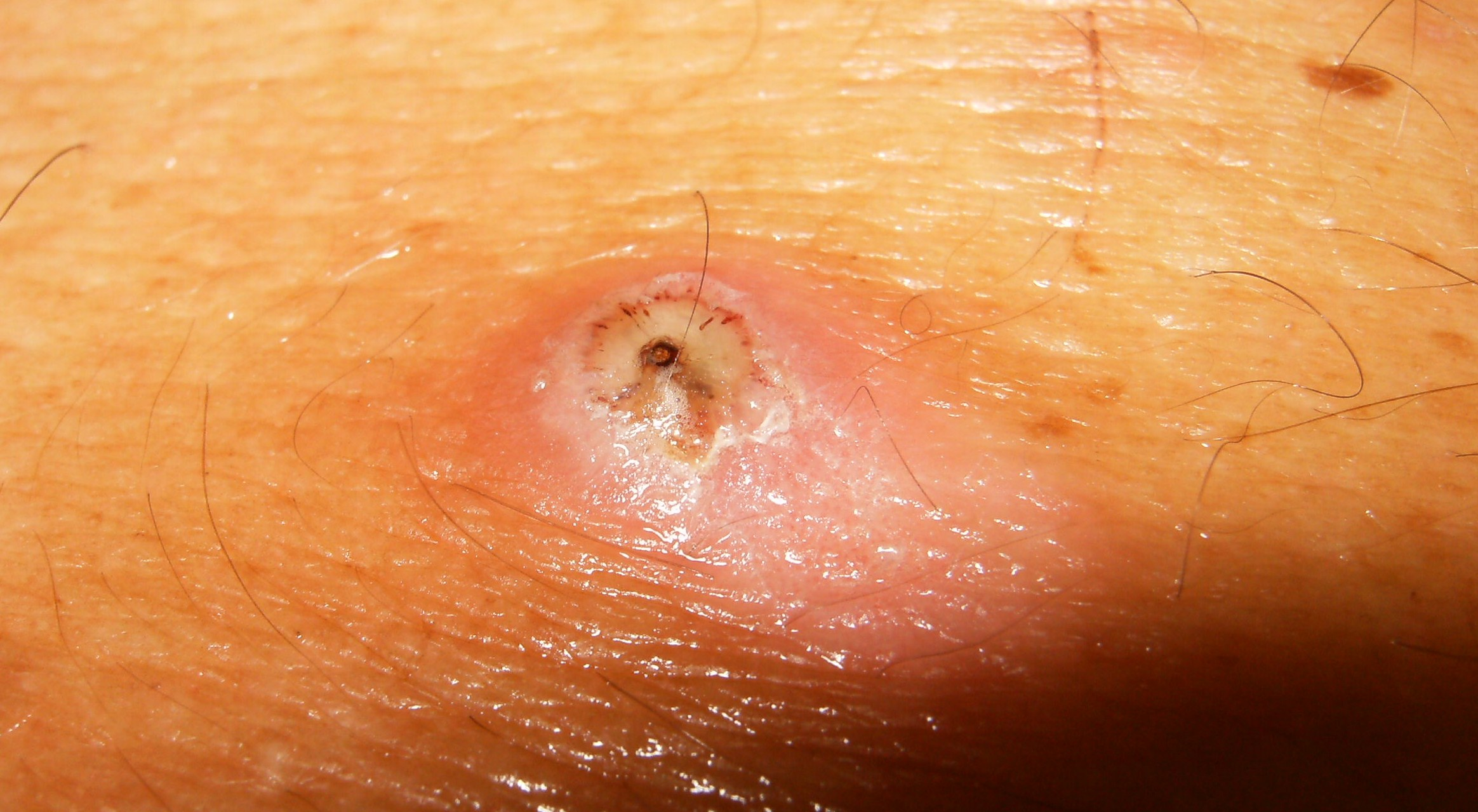
Peau humaine infectée avec Tunga penetrans.

La tungose ou sarcopsyllose est une maladie de la peau parasitaire causée par la puce-chique (Tunga penetrans). Elle est fréquente en milieu tropical et surtout à Madagascar. Le diagnostic est facile et repose sur la mise en évidence de la petite puce sous la peau, sous la forme d'une tuméfaction dermique arrondie et blanchâtre. Il existe des formes profuses avec de nombreuses lésions cutanées et des complications locorégionales. Le traitement de la forme simple consiste à extraire le parasite.
Des topiques à base d'ivermectine, de métrifonate, de thiabendazole ou de diméticone peuvent être utilisés.

## Épidémiologie
Les espèces du genre Tunga ont une taille variant entre 0,8  et   1 mm. Seule la femelle peut parasiter un hôte.
L’épiderme de l’hôte va entièrement recouvrir le corps de la puce-chique, ne laissant s’aboucher à la peau que l'orifice de ponte et l'orifice respiratoire.
La parasite se nourrit en permanence, au niveau des vaisseaux sanguins du derme. Il va progressivement augmenter son volume (par distension de son abdomen) pour atteindre un diamètre de 5  à   7 mm, sous la forme d'une boule blanchâtre.

Au bout de 8  à   10 jours, la période de ponte commence et se prolonge pendant 3  à   4 semaines (la durée de vie de la puce). Les œufs sont expulsés à l’extérieur du corps de l’hôte par l'orifice de ponte. S'ils sont émis dans un sol sableux sous un climat chaud et humide, les œufs vont éclore et libérer une larve (200  à   250 œufs par ponte).

Après deux semaines d'évolution et deux mues, la larve se nymphose en huit jours environ ; du cocon sortira le parasite adulte.
La contamination se fait par la mise en contact du parasite femelle avec l’épiderme de l’hôte (lors de la marche pied nu par exemple). Le parasite femelle va perforer activement l’épiderme pour pénétrer à l’intérieur du derme et reproduire le cycle.

## Tableau clinique
Les femelles gravides s'enfoncent sous la peau des zones exposées (surtout au niveau des pieds) et se métamorphosent en poche d'œufs, qu'elles pondent progressivement à l'intérieur du corps de l'hôte. Elles causent alors un prurit et des douleurs modérées. Les lésions provoquées ont l'apparence de petit nodule blanchâtre de 5  à   10 mm centré par un point noir, correspondant à partie exposée de la puce (pattes, orifices respiratoires et organes reproducteurs),. La tungose atteint électivement le pied, avec une atteinte préférentielle sous-unguéale. La voute plantaire et les régions péri-malléolaires peuvent aussi être touchées.
Si la puce n'est pas extraite à temps, elle peut provoquer des infections ou d'autres complications dangereuses, notamment :
- abcès locaux devenant phlegmoneux, compliqués de lymphangite ou de phagédénisme (tendance à s'étendre en surface et en profondeur et à résister aux traitements) et pouvant aboutir à la perte d'orteils ;
- gangrène gazeuse ou tétanos, au pronostic le plus souvent fatal.

## Traitement

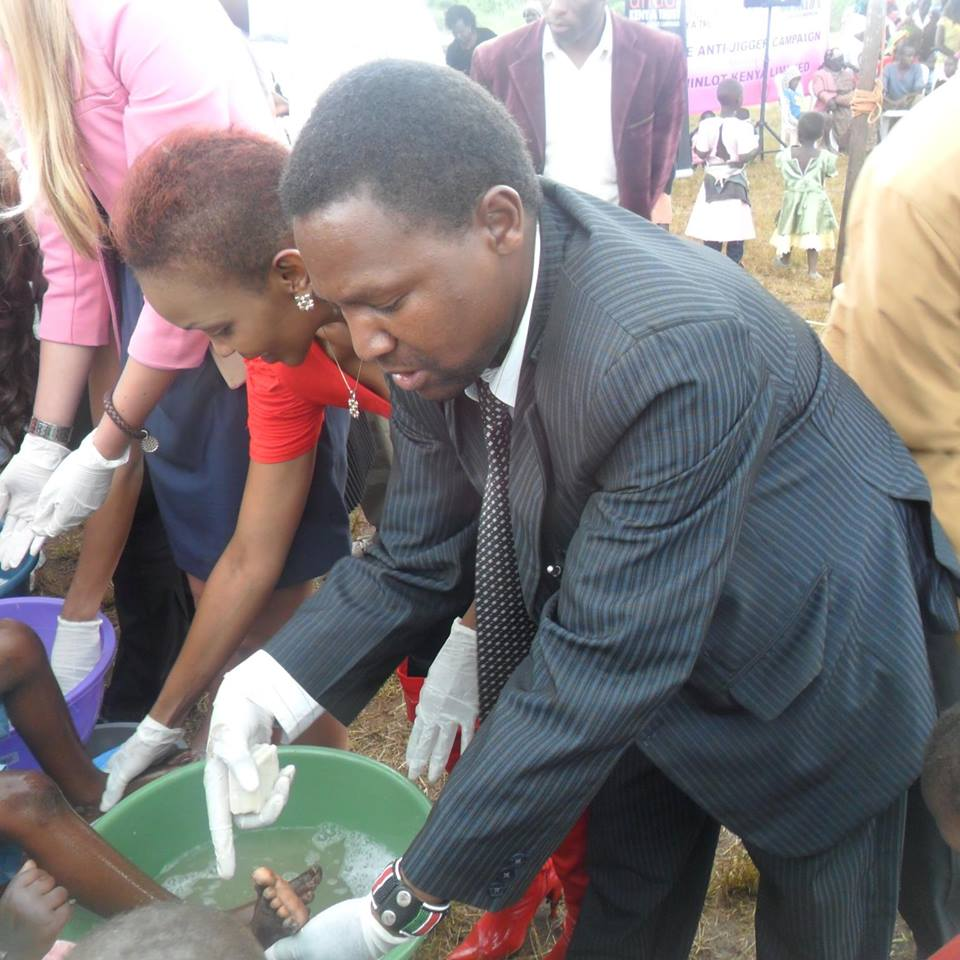
Lavage des pieds d'enfants infectés au Kenya.

La parasitose elle-même nécessitera l'extraction adroite et prudente et de façon aseptisée des parasites après élargissement de l'orifice cutané à l'aiguille, suivie d'une désinfection soigneuse de la logette. Un pansement de protection sera maintenu jusqu'à cicatrisation.
Dans les formes compliquées, l'ivermectine, le métrifonate ou le thiabendazole peuvent être utilisés,, ou encore de la vaseline salicylée à 20 % pendant 12-24 h.
L'application de topique de diméticones de faible viscosité, nyda, est également efficace.

### Prophylaxie
La prophylaxie repose sur le port de chaussures fermées, de chaussettes et d'une bonne hygiène des pieds.

## Histoire
La tungose était endémique dans l'Amérique précolombienne depuis plusieurs siècles lorsque Tunga penetrans a été découverte aux Antilles. Les premiers cas documentés ont été relatés en 1526 par Gonzalo Fernández de Oviedo y Valdés, qui décrit l'affection cutanée et ses symptômes chez des membres de l'équipage de la Santa María de Christophe Colomb, après son naufrage sur les côtes d'Haïti. Le long des routes maritimes et à la faveur des expéditions ultérieures, la puce-chique s'est répandue à travers le monde, en particulier dans le reste de l'Amérique latine et en Afrique. Sa propagation dans l'ensemble de l'Afrique s'est effectuée du XVIIe au XIXe siècle, notamment en 1872 quand des marins du Thomas Mitchell, en provenance du Brésil, l'ont introduite en Angola en y déchargeant illégalement du sable de lest,.